# نئوبرگ
نئوبرگ (به هلندی: Nieuwebrug) یک منطقهٔ مسکونی در هلند است که در هارلمرمیر واقع شده‌است. نئوبرگ ۳۲۵ نفر جمعیت دارد.